# Иван Студен
Иван Студен (Београд, 21. септембар 1929 — Београд, 29. јануар 2008) уметнички је псеудоним књижевника Светолика Станишића. 
Рођен је 21. септембра 1929. године у Београду. Био је учесник народно-ослободилачког покрета током Другог светског рата, најпре као београдски илегалац, а потом и као борац на Сремском фронту, где је рањен и постао најмлађи рањеник Треће крајишке бригаде. После ослобођења дуже времена је живео на Косову, у Крагујевцу и Великој Плани, учествујући у организовању културног живота у овим крајевима. Од 1973. живео је у Београду.
Године 1951. започиње књижевну делатност, најпре као песник и приповедач, а потом превасходно као драмски писац. Највећи успех постигао је драмом Вожд, која је 1968. награђена на конкурсу поводом стогодишњице Народног позоришта у Београду. Исте године драма Вожд изведена је на сцени овог позоришта с првацима драме Петром Банићевићем, Браниславом Цигом Јеринићем, Јованом Милићевићем и Миром Ступицом. По овом драмском делу академик Станојло Рајичић компоновао је прву југословенску ТВ оперу - "Карађорђе" ("Семе зла"), која је први пут изведена 1976. године. Главну ролу (лик Милоша Обреновића) у овом делу певао је тадашњи доајен београдске оперске сцене Мирослав Чангаловић.
Његов син је Вања Станишић.

## Дела
- Термити - драма посвећена нацистичким стрељањима у Србији 1941. године. Изведена је 1957. године у Народном позоришту у Шапцу.
- Број 634 - драма посвећена употреби атомске бомбе. Први пут изведена је 1958. године на сцени Народног позоришта у Приштини.
- Очи Ахмедове (Артерија изненадне смрти) - драма изведена 1967. на сцени Народног позоришта у Пироту.
- Вожд - драма посвећена Карађорђевој погибији. Први пут изведена 1968. на сцени Народног позоришта у Београду.
- Којоти (драма први пут изведена у Народном позоришту у Крагујевцу 1969), као и Прах (награђена на југословенском драмском конкурсу у Краљеву 1986), заједно с Термитима заокружују драмску трилогију о октобарској трагедији у окупираној Србији 1941. године.
- Вук - драма објављена 1971. у издању предузећа Хермес из Смедеревске паланке.
- Гаврило - драма први пут изведена 1974. у Народном позоришту у Зеници.
- Кнез Лазар - драма објављена 1989. године у издању београдског предузећа Сфаирос.
- Сингидунум - роман објављен 2004. године у издању београдске Просвете.

## Критички осврти на књижевно дело Ивана Студена
- Д. Поповић, «Термити», Летопис Матице српске, 1957.
- Петар Говедаревић, «Термити», Наша сцена, април, 1957.
- Слободан Селенић, «Термити», Борба, 6. III/1957.
- Иван Лучић, «Иван Студен: Број 634», Јединство, Приштина 1960.
- М. Николић, «Којоти – драма о неуништивости човека», Политика, 8. X/1968.
- Петар Волк, «Уз прво извођење драме Вожд», Књижевне новине, Београд, 5. V/1969.
- Хуго Клајн, Критички осврт на драмско дело Вук у истоименој књизи (Хермес, Смедеревска паланка 1971).
- Милутин Срећковић, «Драмом против уништења човечности» (предговор другом издању Вожда 1975. године).
- Слободанка Веселиновић, «Прва ТВ опера у нас», Ревија за радио, ТВ, филм, позориште, Београд, 7. V/1976.
- Рашко В. Јовановић, Српска књижевност у књижевној критици, Нолит, Београд 1973.
- Слободан Селенић, Антологија савремене српске драме, СКЗ, Београд 1977.
- «Уз награђену драму Прах», коментар часописа Повеља, Краљево 6/1986.
- Јован Деретић, Историја српске књижевности, БИГЗ, Београд 1987.
- Душан Михаиловић, «Вук Караџић у српској драмској књижевности до овогодишњег јубилеја ‘два века Вука’», Међународни састанак слависта у Вукове дане 17/4, 14-20. септембар 1987, Београд 1988, 251-265.
- Градимир Мирковић, «Иван Студен, Кнез Лазар» (одломак из рецензије у истоименој књизи, Сфаирос, Београд 1989).
- Милисав Миленковић, «Строго наличје – Иван Студен: Сингидунум», Борба, 29-20. јануар 2005.